# Torneo Competencia 1949
Het Torneo Competencia 1949 was de elfde editie van deze Uruguayaanse voetbalcompetitie. Het toernooi stond enkel open voor clubs uit de Primera División en liep van 4 juni tot 31 juli 1949. Het toernooi werd gewonnen door CA Peñarol, dat alle wedstrijden won. Titelhouder Club Nacional de Football eindigde op de tweede plaats.

## Teams
Aan het Torneo Competencia deden enkel ploegen mee die dat jaar speelden in de Primera División. In 1949 waren dat onderstaande ploegen, die allen uit Montevideo afkomstig waren. Dit waren dezelfde ploegen als vorige editie, omdat er vorig seizoen geen promotie en degradatie plaatsvond tussen de Primera División en het tweede niveau, de Primera B.
| Clubs        | Clubs                     |
| ------------ | ------------------------- |
| Central FC   | Montevideo Wanderers FC   |
| CA Cerro     | Club Nacional de Football |
| Danubio FC   | CA Peñarol                |
| CA Defensor  | Rampla Juniors FC         |
| Liverpool FC | CA River Plate            |

## Toernooi-opzet
Het Torneo Competencia werd gespeeld voorafgaand aan de Primera División. De tien deelnemende clubs speelden een halve competitie tegen elkaar en de ploeg die de meeste punten behaalde werd eindwinnaar. De behaalde resultaten telden ook mee voor het Torneo de Honor 1949. Het toernooi was een Copa de la Liga; een officieel toernooi, georganiseerd door de Uruguayaanse voetbalbond (AUF).

## Toernooiverloop
CA Peñarol was de enige ploeg die de eerste twee wedstrijden kon winnen. De Aurinegros wonnen ook hun derde wedstrijd en hadden toen twee punten meer dan Rampla Juniors FC, dat al twee keer gelijk had gespeeld. Ook Montevideo Wanderers FC (drie gelijke spelen) was nog ongeslagen. Tijdens de vierde speelronde verloor Wanderers met 5–1 van Club Nacional de Football. Rampla Juniors speelde voor de derde keer gelijk en Peñarol versloeg Danubio FC; hierdoor konden ze hun voorsprong vergroten.
Nacional nam de tweede plaats over toen ze in de vijfde speelronde van CA River Plate wonnen, terwijl Rampla Juniors weer gelijkspeelde. Peñarol won wederom en behield een voorsprong van drie punten. Ook de twee daaropvolgende speelrondes behaalden Peñarol en Nacional een zege. CA Defensor had in die rondes ook twee keer gewonnen en stond nu derde, maar had geen kans meer om het toernooi te winnen.
Tijdens de een-na-laatste speelronde troffen Peñarol en Nacional elkaar. Nacional moest winnen om nog kans te maken op eindwinst, maar zij trokken aan het kortste eind: Peñarol won met 3–1 en behaalde zo hun zesde eindzege in het Torneo Competencia. Op de laatste speeldag versloegen de Aurinegros ook Rampla Juniors in een doelpuntrijk duel (5–4), waardoor ze - net als twee seizoenen eerder - het toernooi beëindigden met de maximale score. De laatste plaats was voor Central, maar zij versloegen op de laatste speeldag wel Nacional nog met 3–1. De Tricolores behielden wel de tweede plek, maar met 11 punten als eindresultaat hadden ze zeven punten minder dan Peñarol. Dit is het grootste verschil ooit tussen de winnaar en de nummer twee in het Torneo Competencia.

### Eindstand
|     | Club                      | Sp. | W | G | V | Pnt. | DV | DT | DS  |
| --- | ------------------------- | --- | - | - | - | ---- | -- | -- | --- |
| 1.  | CA Peñarol                | 9   | 9 | 0 | 0 | 18   | 35 | 9  | +26 |
| 2.  | Club Nacional de Football | 9   | 5 | 1 | 3 | 11   | 23 | 13 | +10 |
| 3.  | CA Defensor               | 9   | 4 | 2 | 3 | 10   | 25 | 23 | +2  |
| 4.  | CA River Plate            | 9   | 4 | 2 | 3 | 10   | 15 | 15 | 0   |
| 5.  | Rampla Juniors FC         | 9   | 2 | 4 | 3 | 8    | 18 | 17 | +1  |
| 6.  | Danubio FC                | 9   | 3 | 2 | 4 | 8    | 22 | 26 | –4  |
| 7.  | Montevideo Wanderers FC   | 9   | 1 | 6 | 2 | 8    | 14 | 21 | –7  |
| 8.  | Liverpool FC              | 9   | 1 | 4 | 4 | 6    | 14 | 20 | –6  |
| 9.  | CA Cerro                  | 9   | 2 | 2 | 5 | 6    | 11 | 19 | –8  |
| 10. | Central FC                | 9   | 2 | 1 | 6 | 5    | 10 | 24 | –14 |

| Winnaar Torneo Competencia 1949 |
| ------------------------------- |
| CA Peñarol 6e titel             |

1934 ·
1936 ·
1941 ·
1942 ·
1943 ·
1944 ·
1945 ·
1946 ·
1947 ·
1948 ·
1949 ·
1950 ·
1951 ·
1952 ·
1953 ·
1955 ·
1956 ·
1957 ·
1958 ·
1959 ·
1961 ·
1962 ·
1963 ·
1964 ·
1967 ·
1985 ·
1986 ·
1987 ·
1988 ·
1989 ·
1990